# Чорнокур Володимир Романович
Володимир Романович Чорнокур (нар. 24 червня 1943, село Михайлівка Софіївського р-ону Дніпропетровської області) — український громадський діяч, Народний депутат України 1-го скликання. Кандидат технічних наук, член-кор. АГН України.

## Життєпис
Напродився в селянській родині, українець, освіта вища, гірничий інженер, Криворізький гірничорудний інститут.
З 1958 Студент Криворізького технікуму рудничної автоматики.
З 1962 робітник шахти ім. Фрунзе тресту "Ленінруда" м. Кривий Ріг.
З 1962 Служба в Радянській Армії.
З 1965 Бурильник, гірничий майстер, заст. начальника дільниці, нач. дільниці, головний інженер, начальник шахти ім. Фрунзе тресту "Ленінруда" м. Кривий Ріг.
З 1979 Головний інженер, директор рудоуправління ім. XX з'їзду КПРС, нині рудоуправління Суха Балка, м. Кривий Ріг.
Член КПРС 1965-91, член бюро Жовтневого РК КПУ; депутат районної та міської Рад.
18.03 1990 обраний Народним депутатом України, 2-й тур. 51.88% голосів, 7 претендентів. Входив до групи "Злагода - Центр", "Промисловці". Член Комісії ВР України з питань розвитку базових галузей народного господарства.
Нагороджений орденом "Знак Пошани", Почесною відзнакою Президента України, медаллю, Лауреат Премії РМ СРСР.
Одружений, має дитину.